# Santa Cecília de Genegals
Santa Cecília de Genegals, o Sant Martí, de vegades esmentada com a Santa Cecília del Convent, era una petita Capella del terme comunal de Vingrau, a la comarca del Rosselló (Catalunya Nord).
Estava situada a prop de l'extrem nord-est del terme, a tocar del termenal amb Òpol i Perellós.
Esmentada des del 1187, la capella i el seu convent estan pràcticament del tot desaparegut, però la tradició oral en conservava la memòria. Queden tot just els fonaments de l'edifici.